# Ermera (ville)
Pour les articles homonymes, voir Ermera.
Ermera est une ville du Timor oriental, située dans la municipalité d'Ermera, auquel elle a donné son nom (ainsi qu'a un posto administratif de celui-ci), mais dont elle n'est pas la capitale, qui elle est fixée à Gleno.
Au recensement de 2006, la ville était peuplée de 13 142 habitants.